# Kędzierzawka
Kędzierzawka (Tortella (Lindb.) Limpr.) – rodzaj mchów należący do rodziny płoniwowatych (Pottiaceae Schimp.).

## Systematyka i nazewnictwo
Według The Plant List rodzaj Tortella liczy 74 akceptowanych nazw gatunków oraz ich 73 synonimów.
Wykaz gatunków:
| - Tortella afrocespitosa (Müll. Hal.) Broth. - Tortella alpicola Dixon - Tortella aprica (Müll. Hal.) Broth. - Tortella beccarii (Venturi) Paris - Tortella brachydontia (Bruch) C.E.O. Jensen - Tortella brotheri (Lindb. ex Broth.) Broth. - Tortella bryotropica R.H. Zander - Tortella cirrifolia (Mitt.) Broth. - Tortella contortifolia (Mitt.) Broth. - Tortella crispa (Hedw.) C.E.O. Jensen - Tortella crispula (Bruch) C.E.O. Jensen - Tortella cryptocarpa (Broth.) R.H. Zander - Tortella cyrtobasis Dixon - Tortella dakinii J. H. Willis - Tortella eckendorffii (P. de la Varde) R.H. Zander - Tortella erosodentata Sakurai - Tortella esterelensis (J.J. Amann ex Roth) Mönk. - Tortella eutrichostomum (Müll. Hal.) Broth. - Tortella flavovirens (Bruch) Broth. – kędzierzawka żółtozielona - Tortella fleischeri (E. Bauer) J.J. Amann - Tortella fragilifolia (Jur.) G. Roth - Tortella fragilis (Hook. & Wilson) Limpr. – kędzierzawka krucha - Tortella fragillima P. de la Varde - Tortella fristedtii (Müll. Hal.) Broth. - Tortella fruchartii (Müll. Hal.) R.H. Zander - Tortella germainii (Müll. Hal.) Broth. - Tortella goniospora (Müll. Hal.) R.H. Zander - Tortella grossiretis E.B. Bartram - Tortella guatemalensis E.B. Bartram - Tortella hibernica (Mitt.) Loeske - Tortella himantina (Besch.) Broth. - Tortella hosseusii Herzog - Tortella humilis (Hedw.) Jenn. - Tortella hyalinoblasta Broth. - Tortella inclinata (R. Hedw.) Limpr. – kędzierzawka nachylona - Tortella inflexa (Bruch) Broth. - Tortella involutifolia Dixon | - Tortella japonica (Besch.) Broth. - Tortella jugicola (Duby) Paris - Tortella kmetiana Pilous - Tortella knightii (Mitt.) Broth. - Tortella lilliputana (Müll. Hal. ex G. Roth) R.H. Zander - Tortella limbata (Schiffner) Geh. & Herzog - Tortella limosella (Stirt.) P.W. Richards & E.C. Wallace - Tortella lindmaniana Broth. - Tortella linearis (Sw. ex F. Weber & D. Mohr) R.H. Zander - Tortella malacophylla (Müll. Hal.) Paris - Tortella mooreae Sainsbury - Tortella multicapsularis (Sm.) C.E.O. Jensen - Tortella nano-tortuosa (Müll. Hal.) Watts & Whitel. - Tortella natalensicespitosa (Müll. Hal.) Broth. - Tortella nitida (Lindb.) Broth. - Tortella novae-valesiae Broth. - Tortella pallido-viridis (Müll. Hal.) Broth. - Tortella perrufula (Müll. Hal.) Broth. - Tortella pilcomayica Herzog - Tortella platyphylla Broth. ex Iisiba - Tortella pseudocaespitosa (Müll. Hal.) Broth. - Tortella richardsii E.B. Bartram - Tortella rigens Alberts. - Tortella rubripes (Mitt.) Broth. - Tortella rutilans (Hedw.) C.E.O. Jensen - Tortella simplex H. Rob. - Tortella smithii C.C. Towns. - Tortella somaliae (Müll. Hal.) R.H. Zander - Tortella spinidens (G. Roth ex Zodda) Levier & G. Roth - Tortella subflavovirens Broth. & Watts - Tortella torquescens (Schimp. ex Müll. Hal.) Broth. - Tortella tortuloides (Sull. & Lesq.) Broth. - Tortella tortuosa (Hedw.) Limpr. – kędzierzawka pospolita - Tortella undulatifolia Dixon - Tortella vernicosa (Renauld & Cardot) Broth. - Tortella walkeri (Broth.) R.H. Zander - Tortella xanthocarpa (Schimp. ex Müll. Hal.) Broth. |

## Ochrona
Przedstawiciele rodzaju kędzierzawka krucha Tortella fragilis i kędzierzawka żółtozielona Tortella flavovirens są od 2004 roku objęte w Polsce ochroną gatunkową, początkowo ścisłą, a od 2014 r. częściową.